# Куліші (рід)
Куліші — український козацько-старшинський, пізніше також дворянський рід у Російській імперії.

## Походження
Нащадки Леонтія Куліша, військового товариша Глухівського полку, який відповідно до універсалу Мазепи в 1702 році отримав у Глухівському повіті хутір Озерський. Останній успадкували нащадки його сина Андрія, що пізніше отримали дворянство й стали писатися Кулєшовими.

## Опис герба
Щит: на голубому полі срібна перевернута підкова, увінчана золотим кавалерським хрестом, на якому сидить чорний крук із
золотим перснем у дзьобі. Нашоломник: такий самий крук з перснем.

## Родовідна схема
- Леонтій Куліш — військовий товариш Глухівського полку
  - Андрій Леонтійович
  - Михайло Леонтійович[a] — військовий товариш (1710).
    - Дем'ян Михайлович — курінний отаман у Вороніжі
    - Іван Михайлович[b]
      - Яків Іванович (1753 — після 1807)[c] ⚭ Марія Григорівна (бл. 1753 — після 1784)
        - Єфросинія Яківна (нар. бл. 1772)
        - Олександр Якович (нар. бл. 1776)

      - Андрій Іванович (нар. 1759) ⚭ Єфимія Григорівна Латиш (1759 — 1819)[d]
        - Даміан (Дем'ян) Андрійович (пом. до 1792) ⚭ Ірина Матвієвська (пом. до 1792)
        - Олександр Андрійович (1781 — 1847)[4] ⚭ Марія Криськівська ⚭ Катерина Іванівна Гладка (після 1790 — між 1839-1840)[e]
          - Микола Олександрович (1803 — 1848) — служив у глухівському суді ⚭ NN Анупрієнко
            - Григорій Миколайович (нар. 1834) — навчався у Новгород-Сіверській гімназії[5]
            - NN Миколаївна (нар. 1835)

          - Яків Олександрович (1815 — 1816)
          - Тимофій Олександрович[f] (1817 — 1823)
          - NN Олександрович
          - NN Олександрович
          - Пантелеймон Олександрович (1819 — 1897) ⚭ Олександра Михайлівна Білозерська (1828 — 1911)
          - Петро Олександрович (1821 — 1822)

        - Роман Андрійович (бл. 1783 — 1819) ⚭ Пелагея Діонисіївна
          - Ісаак Романович (1815 — 1816)
          - Олександра Романівна (нар. 1816)
          - Наталія Романівна (нар. 1819)[g]

        - NN Андріївна ⚭ NN  — священник із с. Дубовичі.
        - NN Андріївна ⚭ NN Новік
          - Григорій Новік — мешканець урочища Кулішівщина в Вороніжі.

        - NN ⚭ Осип Шкура
          - NN Шкура
            - NN ⚭ Петро Спиридонович Абрамов